# Ruellia drushelii
Ruellia drushelii är en akantusväxtart som beskrevs av Benjamin Carroll Tharp och F. A. Barkley. Ruellia drushelii ingår i släktet Ruellia och familjen akantusväxter. Utöver nominatformen finns också underarten R. d. macrocarpa.